# Benjamin Rosenberger
Benjamin Rosenberger (* 15. Juni 1996 in Graz) ist ein österreichischer Fußballspieler.

## Karriere

### Verein
Rosenberger begann beim USV Eggersdorf. Zur Saison 2007/08 wechselte er in die Jugend des Grazer AK. Zur Saison 2010/11 kam er in die Akademie des FC Red Bull Salzburg. Nach zwei Jahren in der Salzburger Akademie wechselte er im September 2012 in die Akademie des SK Sturm Graz.
Im August 2013 debütierte er gegen den SC Kalsdorf für die Amateure der Grazer in der Regionalliga. Im September 2013 erzielte er bei einem 3:0-Sieg gegen den SAK Klagenfurt sein erstes Tor in der dritthöchsten Spielklasse. Im März 2014 stand er gegen den FK Austria Wien erstmals im Profikader von Sturm, kam jedoch nicht zum Einsatz. Bis zum Ende der Saison 2013/14 kam er zu 23 Einsätzen für die Amateure in der Regionalliga und erzielte dabei drei Tore.
Im November 2014 debütierte er schließlich für die Profis in der Bundesliga, als er am 16. Spieltag der Saison 2014/15 gegen Red Bull Salzburg in der 79. Minute für Thorsten Schick eingewechselt wurde. Bis Saisonende kam er zweimal in der Bundesliga zum Einsatz und absolvierte zudem 15 Spiele für die Amateure in der Regionalliga. Im Mai 2015 zog sich Rosenberger einen Kreuzbandriss zu und fiel lange aus. Sein Comeback gab er im März 2016 bei den Amateuren. In der Saison 2015/16 absolvierte er ein Bundesligaspiel und zehn für die Amateure in der dritten Liga.
Zur Saison 2016/17 wurde er an den Ligakonkurrenten Wolfsberger AC verliehen, der WAC erhielt eine Kaufoption. Im August 2016 erlitt er jedoch einen zweiten Kreuzbandriss und fiel erneut lange aus. Im April 2017 absolvierte er nach überstandener Verletzungspause für die Amateure in der Landesliga sein erstes Spiel. Während der Leihe kam er zu einem Einsatz für die Kärntner in der Bundesliga und sechs für die Amateure in der vierthöchsten Spielklasse. Mit den Amateuren stieg er zu Saisonende in die Regionalliga auf.
Der WAC zog die Kaufoption für Rosenberger nicht und so wechselte er nach dem Ende der Leihe zur Saison 2017/18 zum Zweitligisten Kapfenberger SV, bei dem er einen bis Juni 2018 laufenden Vertrag erhielt. Sein Debüt in der zweiten Liga gab er im Juli 2017 am ersten Spieltag jener Saison gegen den FC Liefering. Im Oktober 2017 erzielte er bei einem 4:1-Sieg gegen den Floridsdorfer AC sein erstes Zweitligator. Bis Saisonende kam er zu 32 Einsätzen für die KSV in der zweithöchsten Spielklasse. Sein zu Saisonende auslaufendenr Vertrag wurde zudem um ein Jahr verlängert. Im Oktober 2018 zog sich Rosenberger allerdings zum dritten Mal eine schwere Knieverletzung zu. Sein Comeback gab er im April 2019 für die Amateure der KSV in der fünftklassigen Oberliga. Bis Saisonende kam er zu 15 Zweitligaeinsätzen und zwei Oberligaeinsätzen.
Nach der Saison 2018/19 verließ er die KSV und wechselte zum Ligakonkurrenten Grazer AK, für den er bereits in seiner Jugend gespielt hatte. Ende Mai 2023 unterschrieb Rosenberger bei den Grazern für zwei weitere Saisonen. Mit dem GAK stieg er 2024 in die Bundesliga auf. Nach insgesamt 134 Einsätzen verließ er die Grazer nach der Saison 2024/25.
Zur Saison 2025/26 wechselte Rosenberger anschließend zu Zweitligist First Vienna FC, bei dem er einen bis 2027 laufenden Vertrag erhielt.

### Nationalmannschaft
Rosenberger debütierte im März 2014 gegen Slowenien für die österreichische U-18-Auswahl. Bis Mai 2014 kam er zu drei Einsätzen. Im März 2015 absolvierte er drei Spiele für die U-19-Mannschaft.